# Ардатовське сільське поселення (Дубьонський район)
Арда́товське сільське поселення (рос. Ардатовское сельское поселение) — муніципальне утворення у складі Дубьонського району Мордовії, Росія. Адміністративний центр — село Ардатово.

## Історія
Станом на 2002 рік існували Ардатовська сільська рада (село Ардатово, селище Красні Луги) та Кайбічевська сільська рада (село Кайбічево).
17 травня 2018 року було ліквідовано Кайбічевське сільське поселення, його територія увійшла до складу Ардатовського сільського поселення.

## Населення
Населення — 1109 осіб (2019, 1309 у 2010, 1568 у 2002).

## Склад
До складу поселення входять такі населені пункти:
| Населений пункт     | Населення, осіб (2002) | Населення, осіб (2010) |
| ------------------- | ---------------------- | ---------------------- |
| Ардатово, село      | 1124                   | 1025                   |
| Кайбічево, село     | 365                    | 214                    |
| Красні Луги, селище | 79                     | 70                     |